# Honthy-díj
A Honthy-díj a Budapesti Operettszínház, valamint a magán- és vállalati szféra együttműködésében, Korani Eleni felismerése alapján kezdeményezett elismerés, mely Honthy Hanna életművének velünk élő folytatása előtt tiszteleg.

## Szabályozása
A díj adományozásáról (a közönség- és a színházi díj kivételével) az alapítók által felkért független grémium (Honthy-díj-bizottság) dönt, mely a kitüntetés adományozásának útján fontos céljának tartja ösztönözni a magyar nemzeti operett színjátszás hagyományainak Honthy Hanna szellemi örökségéhez méltó folytatását, a nemzeti dalszínház méltóságának reprezentálását, a színházban folyó művészeti munka minél szélesebb körben való bemutatását mind a hazai, mind a nemzetközi nyilvánosság előtt.
A díj megtiszteltetés jellege mellett kötelezettség is a Budapesti Operettszínház művészi hagyományainak további folytatására és a színház nemzeti jellegének kifejezésére. Az alapítók szándékai szerint jelen díj nem vetélytársa az állam által nyújtott kitüntetéseknek, de törekednek arra, hogy az állami döntéshozók figyelmét felhívják érdemes teljesítmények elismerésére.
Az adományozók a kitüntetettek kiválasztása során törekednek arra, hogy a díj súlyában és kommunikációjában legyen egyenlő más, évtizedes múltra visszatekintő szakmai-színházi elismerésekkel, de legyen egyedi is abban a tekintetben, hogy az odaítélő bizottság tagjai minél szélesebb körből kikerülvén a szűkebb szakmai ismérvek mellett a szélesebb  közönség reakciójáról is visszajelzést nyújtsanak.
A díj egyedi példányszámban készülő kisplasztika, amely –  a primadonnára való utalásként –  egy női fejet mintáz. A kisplasztikát Ernst Wastl, a budapesti Ernst Galéria névadó társtulajdonosa tervezte.
A díjat a Honthy-díj-bizottság adja át.
A bizottság tisztségviselői 2021-ben:
- elnök: Eleni Korani,
- főtitkár: Molnár Zoltán.

## Díjazott kategóriák
A Honthy-díj-bizottság minden színházi évad lezárását követően az alábbi kategóriákban művészeti díjakat ítél meg és ad át a Budapesti Operettszínház művészeinek és munkatársainak az évadban végzett kiemelkedő munkájuk elismeréseként:
a. az évad női főszereplője,
b. az évad férfi főszereplője,
c. az évad női karakterszínésznője,
d. az évad férfi karakterszínésze,
e. az évad alkotója.
Egyedi döntés alapján meghirdetésre kerülhet a közönség számára való döntésként:
f. közönségdíj.
A Budapesti Operettszínház döntéshozói számára adományozási lehetőség:
g. back stage és produkció közreműködő elismerése.

## Korani Eleni, az Ernst Galéria tulajdonosa, alapító a Honthy-díjról
"Büszkék vagyunk arra, hogy a Budapesti Operettszínház Honthy-díjának főtámogatójaként a magyar művészeti élet nélkülözhetetlen elemével, a ma még sokszor hiányzó mecenatúrával, példát mutathatunk. A XX. század első felében a művészetek egymásból inspirálódtak –  festők, művészek, költők, zeneszerzők, írók, színészek szoros  baráti és szakmai szálakon keresztül kapcsolódtak egymáshoz. Megannyi festmény, vers, dal született együttműködésükből, barátságukból, amelyek szép példái a közös műhelymunkának. Ez a kapcsolódás és zenés színház iránti szeretet mely elindította bennünk a Honthy-díj támogatásának a gondolatát. Örömmel tölt el minket, hogy kedvenc színpadi műfajainkat, magát a zenés színházat, és értékes művészeit van lehetőségünk támogatni. A Budapesti Operettszínház által képviselt műfajok, a magyar operett, a népszerű, klasszikus musicalek világszínvonalúak, elegancia és minőség jellemzi őket, s a magyar képzőművészet is egyedülálló. Ez a közös többszörös a Operettszínházban és bennünk."
„Olyan szobrot szerettem volna, amelyet rang elismeréseként megkapni. Egy maszkot, amely egy női fejet ábrázol, hiszen az operettek központi figurája mindig a primadonna. A tervezett tárgyat olyan stílusjegyekkel szerettem volna felruházni, amely az 1920-30-as évekbe repítenek vissza bennünket, a világhírű magyar operettek virágkorába. Kedvenc stílusirányzatom az art deco volt segítségemre, hiszen az akkor készült műtárgyak képviselik mindazt, amely számomra maga a művészet. Egy elegáns, modern, de egyben merész, időtlen alkotást szerettem volna megtestesíteni. A maszk néhány vonal tökéletes összhangjából épül fel, így lett egy egyszerű, de karizmatikus műtárgy. A rézből elkészült plasztikát, a férjem Ernst tervezte. A két hónap alatt, rohamléptekben elkészült kvalitásos egyedi műtárgy nagyon sok ember áldozatos munkájával készülhetett el. Örülök, hogy sikerült a Budapesti Operettszínházzal közös értéket teremtenünk. Az Ernst Galéria és személyes filozófiánk szerint is, a művészet kell, hogy mindannyiunkhoz szóljon. Én ezt találtam meg az operettek és a musicalek világában, és ezt képviseljük azokkal a festményekkel és tárgyakkal, melyek nálunk a galériában láthatók.” – mondta Korani Eleni.

## Díjazottak

### 2017/2018-as évad
| Kategória                       | Díjazottak     | Szerep                                                                        |
| ------------------------------- | -------------- | ----------------------------------------------------------------------------- |
| az évad női főszereplője        | Gubik Petra    | a Notre Dame-i toronyőrben és a Dorian Grayben nyújtott alakításáért          |
| az évad férfi főszereplője      | Homonnay Zsolt | a Macskadémon és a Dorian Gray című előadásokban nyújtott alakításáért        |
| az évad női karakterszínésznője | Szendy Szilvi  | a Luxemburg grófja című előadásban, Juliette szerepében nyújtott alakításáért |
| az évad férfi karakterszínésze  | Peller Károly  | a Kékszakáll című előadásban, Popolani szerepében nyújtott alakításáért       |
| az évad alkotója                | Duda Éva       | a Notre Dame-i toronyőr című előadás koreográfiájáért                         |
| közönségdíj                     | Veréb Tamás    | a Notre Dame-i toronyőrben nyújtott alakításáért                              |
| back stage                      | Mátrai Bori    | művészeti titkár                                                              |
| az évad közreműködője           | Rikker Mária   | énekes                                                                        |

### 2018/2019-es évad
| Kategória                       | Díjazottak                    | Szerep |
| ------------------------------- | ----------------------------- | --- |
| az évad női főszereplője        | Fischl Mónika                 | a Maya című előadás címszerepében nyújtott alakításáért                                                                        |
| az évad férfi főszereplője      | Dolhai Attila és Kocsis Dénes | az István, a király című előadásban Koppány, illetve István, a király szerepében nyújtott alakításaikért                       |
| az évad női karakterszínésznője | Nádasdi Veronika              | a Semmelweis című operában Mária és a Carousel musical Nettie-jének szerepében nyújtott alakításáért                           |
| az évad férfi karakterszínésze  | Bálint Ádám                   | a Carousel című előadásban EnochSnow szerepében nyújtott alakításáért                                                          |
| az évad alkotója                | Túri Erzsébet                 | a Pendragon-legenda című előadás díszlet- és jelmezterveiért                                                                   |
| közönségdíj                     | Sándor Péter                  | a Carousel, az István, a király és a Kék madár című előadásokban nyújtott teljesítményéért                                     |
| back stage                      | Bori Tamás                    | játékmester |
| az évad közreműködője           | Altsach Gergely               | bravúros beugrásáért, amellyel megmentette a színház dubaji turnéján a Víg Özvegy-előadást, amelynek főszereplője lebetegedett |
| az évad zenekari művésze        | Morzsa Róbert                 | hegedűművész |

### 2021/2022-es évad
| Kategória                       | Díjazottak             |
| ------------------------------- | ---------------------- |
| az évad női főszereplője        | Janza Kata             |
| az évad férfi főszereplője      | Sándor Péter           |
| az évad női karakterszínésznője | Siménfalvy Ágota       |
| az évad férfi karakterszínésze  | Laki Péter             |
| az évad alkotója                | Balázs Zoltán          |
| back stage                      | Király Anna (főügyelő) |

### 2022/2023-as évad
| Kategória                       | Díjazottak      |
| ------------------------------- | --------------- |
| az évad női főszereplője        | Füredi Nikolett |
| az évad férfi főszereplője      | Szomor György   |
| az évad női karakterszínésznője | Kalocsai Zsuzsa |
| az évad férfi karakterszínésze  | Csuha Lajos     |
| az évad alkotója                | Szomor György   |

### 2023/2024-es évad
| Kategória                       | Díjazottak          |
| ------------------------------- | ------------------- |
| az évad női főszereplője        | Dancs Annamari      |
| az évad férfi főszereplője      | Dolhai Attila       |
| az évad női karakterszínésznője | Széles Flóra        |
| az évad férfi karakterszínésze  | Erdős Attila        |
| az évad alkotója                | Berzsenyi Krisztina |
| backstage díj                   | Bodor Ákos          |
| Posztumusz díj                  | Vadász Zsolt        |

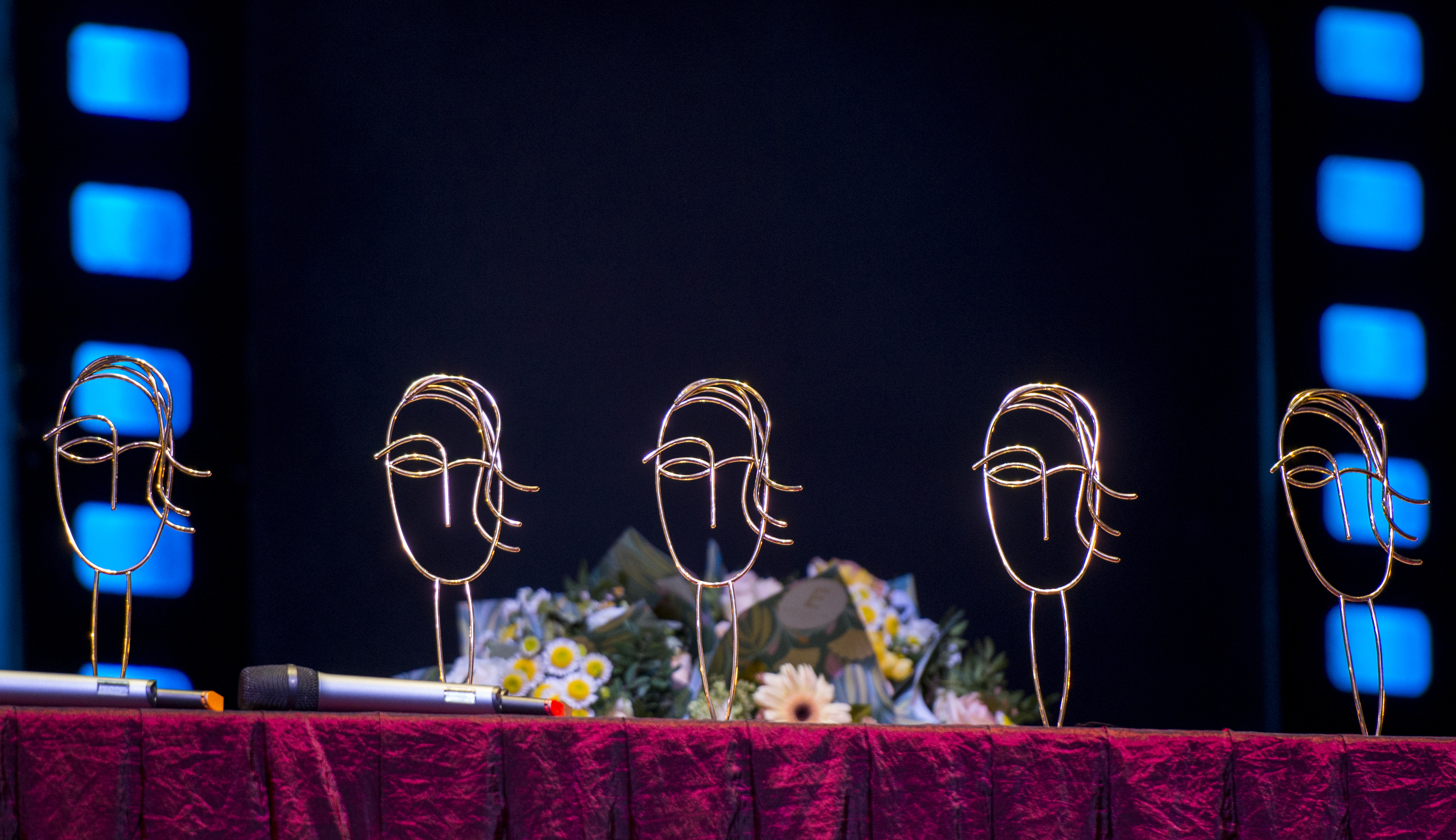
A Honthy-díj. Fotó: Art and Lens Photo

A 2019/2020-as évadban a díj a pandémia miatt nem volt kiosztva.